# Fintan mac Bóchra
Fintan (Fintan mac Bóchhra) – w mitologii goidelskiej znany jako Mądry (ang. the Wise). Jego pełne imię to Fintán Mac Bóchra. Urodził się przed Potopem. Mąż Cessair, wnuczki Noego.
Jego przydomek mac Bóchra nie jest rodzaju patronimicznego, co wskazuje że jego matką była Bóchra. Fintan miał 16 żon, gdy on i dwóch innych mężczyzn (Bith, ojciec Cessair, oraz sternik, Ladra) uratowali się ze statku, który rozbił się u wybrzeży Irlandii. Na statku tym było tych trzech mężczyzn i pięćdziesiąt kobiet, które musieli oni podzielić między siebie. Żony Fintana to: Cessair, Lot, Luam, Mall, Mar, Froechar, Femar, Faible, Foroll, Cipir, Torrian, Tamall, Tam, Abba, Alla, Baichne i Sille. Później Fintan pojął za żonę Ebliu. Jego jedynym synem był Illann.
Fintan był pierwszym, który wyszedł na brzeg Irlandii przed Potopem. Jego żony i dzieci zginęły w czasie tego kataklizmu, on jednak przetrwał jako łosoś i przez rok przebywał pod wodą w jaskini zwanej "Grobem Fintána". Następnie zamienił się w orła, potem w sokoła, a na koniec przybrał postać ludzką. Żył przez 5500 lat po Potopie, i był doradcą królów Irlandii, znanym jako Fintan Mądry (ang. Fintan the Wise).
Służył radą królowi Firbolgów o imieniu Eochaid Mac Eirc, w czasie, gdy Zieloną Wyspę najechali Tuatha de Danaan. Wziął nawet udział w Pierwszej Bitwie pod Moytura. Żył nadal w czasach Cúchulainna, Fionna i Oisína. Fintan i urodzony tego samego dnia co on magiczny sokół, byli skarbnicą wszelkiej obecnej w Irlandii wiedzy, w tym historycznej. Spotkali się pod koniec swoich żywotów i wymienili się swoją wiedzą. W piątym wieku, po chrystianizacji Irlandii, postanowili razem opuścić świat śmiertelników. 
Źródłem legendy o przetrwaniu Potopu przez Fintana mac Bóchhra mogą być średniowieczne przeredagowania mnichów irlandzkich mitu o jego umiejętności transformacji w rybę.